# لیگ دسته اول فوتبال ارمنستان ۲۰۰۰
فصل ۲۰۰۰ لیگ دسته اول فوتبال ارمنستان در ۲۱ آوریل ۲۰۰۰ آغاز شد. آرمنیکوم قهرمان لیگ شد و به لیگ برتر ارمنستان صعود کرد.

## نمای کلی
- آرمنیکوم به لیگ پیوست
- تاووش به لیگ پیوست
- دینامو-۲ ایروان به لیگ پیوست
- قره‎‌باغ-۲ ایروان به دلیل سقوط از لیگ برتر، از لیگ حذف شد.

## تیم‌های شرکت‌کننده
| باشگاه          | مکان      | استادیوم              | گنجایش |
| --------------- | --------- | --------------------- | ------ |
| آرمنیکوم        | ایروان    |                       |        |
| قره‎‌باغ-۲ ایروان | ایروان    |                       |        |
| لوری            | وانادزور  | ورزشگاه شهر وانادزور  | ۴۰۰۰   |
| کوتایک          | ابوویان   | ورزشگاه شهر ابوویان   | ۳٬۹۴۶  |
| آرپا            | یغگنادزور | ورزشگاه شهر یغگنادزور | ۳۰۰    |
| دینامو-۲ ایروان | ایروان    |                       |        |
| FIMA            | ایروان    |                       |        |
| تاووش           | ایجوان    | ورزشگاه آرنار         | ۲۱۰۰   |
| گیومری          | گیومری    | ورزشگاه شهر گیومری    | ۲٬۸۴۴  |

## جدول لیگ
| رتبه | تیم             | بازی | برد | مساوی | باخت | گل زده | گل خورده | گل تفاضل | امتیاز | صعود                                                   |
| ---- | --------------- | ---- | --- | ----- | ---- | ------ | -------- | -------- | ------ | ------------------------------------------------------ |
| ۱    | آرمنیکوم        | ۱۶   | ۱۲  | ۳     | ۱    | ۵۵     | ۱۲       | ۴۳+      | ۳۹     | قهرمان, صعود به لیگ برتر فوتبال ارمنستان ۲۰۰۱.         |
| ۲    | قره‎‌باغ-۲ ایروان | ۱۶   | ۱۲  | ۲     | ۲    | ۳۶     | ۱۴       | ۲۲+      | ۳۸     | صعود به لیگ برتر فوتبال ارمنستان ۲۰۰۱.                 |
| ۳    | لوری            | ۱۶   | ۹   | ۲     | ۵    | ۳۴     | ۲۴       | ۱۰+      | ۲۹     | صعود به لیگ برتر فوتبال ارمنستان ۲۰۰۱.                 |
| ۴    | کوتایک          | ۱۶   | ۹   | ۱     | ۶    | ۳۶     | ۲۷       | ۹+       | ۲۸     | صعود به لیگ برتر فوتبال ارمنستان ۲۰۰۱.                 |
| ۵    | آرپا            | ۱۶   | ۷   | ۵     | ۴    | ۲۸     | ۱۶       | ۱۲+      | ۲۶     |                                                        |
| ۶    | دینامو-۲ ایروان | ۱۶   | ۵   | ۳     | ۸    | ۲۳     | ۳۲       | ۹−       | ۱۸     |                                                        |
| ۷    | فیما            | ۱۶   | ۳   | ۳     | ۱۰   | ۲۵     | ۳۵       | ۱۰−      | ۱۲     |                                                        |
| ۸    | تاووش           | ۱۶   | ۲   | ۴     | ۱۰   | ۲۲     | ۵۲       | ۳۰−      | ۱۰     |                                                        |
| ۹    | گیومری          | ۱۶   | ۱   | ۱     | ۱۴   | ۱۱     | ۵۸       | ۴۷−      | ۴      |                                                        |
| ۱۰   | دوین آرتاشات    | ۰    | -   | -     | -    | -      | -        | —        | ۰      | کناره‌گیری پیش از شروع فصل                              |
| ۱۱   | موش کاساغ       | ۰    | -   | -     | -    | -      | -        | —        | ۰      | کناره‌گیری پیش از شروع فصل                              |
| ۱۲   | نائیری          | ۰    | -   | -     | -    | -      | -        | —        | ۰      | کناره‌گیری پیش از شروع فصل                              |
| ۱۳   | آلاشکرت         | ۰    | -   | -     | -    | -      | -        | —        | ۰      | کناره‌گیری پیش از شروع فصل                              |
| ۱۴   | قره‎‌باغ-۲ ایروان | ۰    | -   | -     | -    | -      | -        | —        | ۰      | از آنجایی که تیم اصلی آن در عوض شرکت خواهد کرد حذف شد. |

## گلزنان برتر
|   | بازیکن           | تیم                       | گل |
| - | ---------------- | ------------------------- | -- |
| ۱ | وادیم کاگرامانوف | دینامو-۲ ایروان، آرمنیکوم | ۱۷ |
| ۲ | آرارات قازاریان  | قره‌باغ-۲ ایروان           | ۱۱ |
| ۳ | واهه تادوسیان    | کوتایک                    | ۱۱ |